# Società svizzera di numismatica
La Società svizzera di numismatica, in acronimo SSN, è stata fondata nel 1879 ed è una organizzazione no-profit. La società riunisce associazioni, istituzioni svizzere nonché e singoli individui interessati alla numismatica antica e moderna.
La Società usa anche il nome in tedesco (SNG - Schweizerische Numismatische Gesellschaft), francese (SSN - Société suisse de numismatique) e inglese (SNS - Swiss Numismatic Society).
La SSN è una società scientifica e promuove la ricerca in tutti i rami della numismatica. È membro della Accademia svizzera di scienze umane e sociali.

## Riviste
La SSN pubblica due riviste, l'annuale Rivista svizzera di numismatica (nota anche come Revue Numismatique Suisse, Swiss Numismatic Review, e Schweizerische Numismatische Rundschau) ed il quadrimestrale Swiss Numismatic Gazette, con articoli di studiosi. Le lingue utilizzate sono quattro (inglese/tedesco/francese/italiano).

## Monografie
La SSN ha anche pubblicato:
- E. Tobler, B. Zäch, S. Nussbaum, Die Münzprägung der Stadt St. Gallen 1407 bis 1797, 2008.
- S. Hurter, Die Didrachmenprägung von Segesta, 2008.
- G.K. Jenkins, Coins of Punic Sicily, 1997.
- M. Price, The Coinage in the Name of Alexander the Great and Philip Arrhidaeus, 1991.
- L. Mildenberg, The Coinage of the Bar Kokhba War, 1984.
- B. Deppert-Lippitz, Untersuchungen zur Münzprägung Milets vom vierten bis ersten Jahrhundert v.Chr., 1984.
- B. Schulte, Die Goldprägung der gallischen Kaiser von Postumus bis Tetricus, 1983.
- A. Furtwängler, Monnaies grecques en Gaule: Le trésor d'Auriol et le monnayage de Massalia, 535/520-450 av. J.-C., 1978.
- P. Felder, Medailleur Johann Carl Hedlinger (1691–1771), 1978.
- B. Simonetta, The Coins of the Cappadocian Kings, 1977.
- L. Weidauer, Probleme der frühen Elektronprägung, 1975.
- H.-U. Geiger, Der Beginn der Gold- und Dickmünzenprägung in Bern, 1968.